# برج حسن کر
برج حسن کر مربوط به دوره قاجار است و در شهرستان کاشان، بخش قمصر، شهر جوشقان و کامو، قسمت جوشقان قالی واقع شده و با شمارهٔ ثبت ۲۶۶۰۲ به‌عنوان یکی از آثار ملی ایران به ثبت رسیده است.